# Steven Brown (judoka)
Steven Brown (Adelaida, 4 de abril de 1986) es un deportista australiano que compitió en judo. Ganó siete medallas en el Campeonato de Oceanía de Judo entre los años 2006 y 2014.

## Palmarés internacional
| Campeonato de Oceanía | Campeonato de Oceanía        | Campeonato de Oceanía | Campeonato de Oceanía |
| Año                   | Lugar                        | Medalla               | Categoría             |
| --------------------- | ---------------------------- | --------------------- | --------------------- |
| 2006                  | Papeete (Francia)            | Medalla de plata      | –66 kg                |
| 2008                  | Christchurch (Nueva Zelanda) | Medalla de plata      | –66 kg                |
| 2010                  | Canberra (Australia)         | Medalla de plata      | –66 kg                |
| 2011                  | Papeete (Francia)            | Medalla de plata      | –66 kg                |
| 2012                  | Cairns (Australia)           | Medalla de plata      | –66 kg                |
| 2013                  | Apia (Samoa)                 | Medalla de bronce     | –66 kg                |
| 2014                  | Auckland (Nueva Zelanda)     | Medalla de plata      | –66 kg                |